# SN 1994D

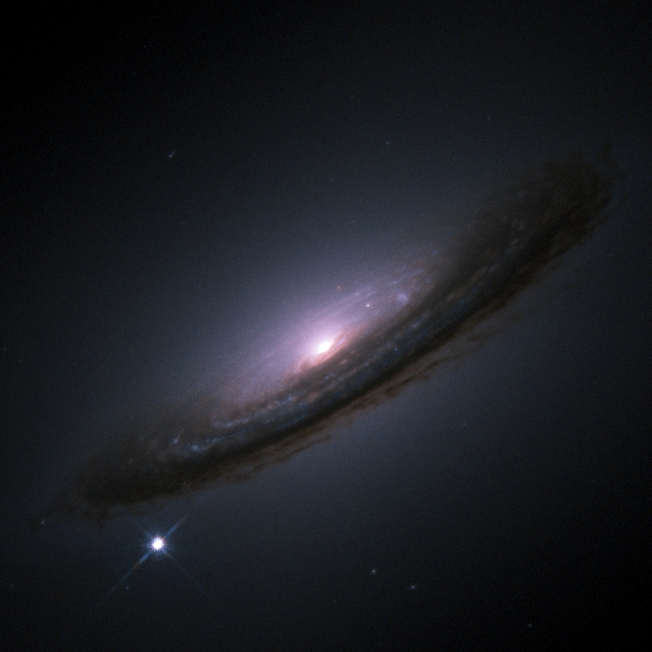
Die Galaxie NGC 4526 mit der Supernova 1994D (heller Punkt links unten) aufgenommen vom Hubble-Weltraumteleskop

SN 1994D war eine Supernova vom Typ Ia, die am 7. März 1994 in der Galaxie NGC 4526 aufleuchtete. Sie wurde von R. R. Treffers, A. V. Filippenko, S. D. Van Dyk und M. W. Richmond entdeckt. SN 1994D hatte bei ihrer Entdeckung eine scheinbare Helligkeit von 15,2 mag. Später erreichte die Supernova eine maximale Helligkeit von 11,8 mag.
Der Stern war 50 Millionen Lichtjahre von der Erde entfernt, was bedeutet, dass er bereits 50 Millionen Jahre zuvor explodiert war, als das Ereignis 1994 aus dem Erdorbit beobachtet werden konnte. 
Koordinaten (Äquinoktium J2000.0)
- Rektaszension: 12h 34m 02,45s
- Deklination: +7° 42' 04,7"